# Open Costa Adeje - Isla de Tenerife 2010
L'Open Costa Adeje - Isla de Tenerife 2010 (Spain F18 Futures 2010) è stato un torneo di tennis facente parte della categoria ITF Men's Circuit nell'ambito dell'ITF Men's Circuit 2010. Il torneo si è giocato a Adeje in Spagna dal 24 al 30 maggio 2010 su campi in cemento.

## Vincitori

### Singolare
João Sousa ha battuto in finale  David Thurner con il punteggio di 7–5, 6–4

### Doppio
Georgi Rumenov Payakov /  João Sousa hanno battuto in finale  Agustin Boje-Ordonez /  Marcelo Palacios-Siegenthale con il punteggio di 6–1, 6–4